# Полидор Ферский
Полидор (др.-греч. Πολύδωρος) — тиран Фер и верховный вождь-таг Фессалии 370-го года до н. э.
Полидор, согласно Ксенофонту и Диодору Сицилийскому, был братом Ясона Ферского, тирана Фер и верховного вождя-тага Фессалии, одного из самых могущественных людей Древней Греции в 370-е годы до н. э. Отцом Ясона и, соответственно, Полидора, по одной из версий, мог быть Ликофрон.
В 370 году до н. э. Ясон был убит. Организаторов покушения найти не удалось. Диодор Сицилийский озвучил версию о том, что заказчиком убийства Ясона выступил Полидор, хотя существуют и другие. В изложении Ксенофонта, после гибели Ясона Полидор с братом Полифроном совместно наследовали должности тирана Фер и тага Фессалии, так как сыновья Ясона на тот момент были ещё малолетними. Этот факт свидетельствует о том, что Полидор и Полифрон при жизни брата занимали важные должности и находились в привилегированном положении ближайших родственников правителя. Когда они по каким-то делам отправились в Ларису Полидор внезапно, «неожиданно и без всякой видимой причины» во время сна, умер. Со слов Ксенофонта, с наибольшей долей вероятности, он был убит братом Полифроном. Вскоре, в следующем 369 году до н. э., Полифрон был также убит, уже сыном Полидора Александром, который мстил за отца.
В изложении Диодора, Полидор правил около года после смерти Ясона и был отравлен племянником Александром. В этом вопросе историки отдают предпочтение информации из труда современника Ясона, Полидора и Полифрона Ксенофонта, а не жившего через несколько веков Диодора Сицилийского.